# Lasiopogon avetianae
Lasiopogon avetianae är en tvåvingeart som beskrevs av Richter 1962. Lasiopogon avetianae ingår i släktet Lasiopogon och familjen rovflugor. Inga underarter finns listade i Catalogue of Life.